# XTension
XTension(エクステンション)とは、DTPソフトQuarkXPressのためのプラグイン。XPressという名に合わせて、特にこの名を使う。
XTensionの追加によって、QuarkXPressは多彩な機能を実現できるが、ものによってはそのXTensionが無い環境でデータがうまく開けない・出力できない、エラーが生じるなどの問題が発生する場合がある。
索引作成のXTensionなどはアプリケーション本体に同梱されているが、以下に挙げたものは基本的にサードパーティーが開発し、販売しているものである。

## 代表的な日本語XTension
Base&BOX日本語組版のルールに則った編集作業を簡便化するツール群。文字数・行数によるレイアウト、字取り・行取りなどを操作するツールパレットが表示されるようになる。
DragDropテキストデータや画像データを、ドラッグ＆ドロップ操作で編集中のドキュメントに取り込むことを可能にするツール。
Dr.カーニング自動カーニング処理を可能にする。
FLIGHT CHECKプリフライト（＝フライトチェッカー。出力前に問題点を検証する機能を持つ）ソフト。
HX ボックスツールテキストや画像ボックスの位置を簡単にコントロールできる。
HX 下線革命罫線としてでなく、文字に対する下線や囲み罫を実現する。文字に連動して動くため、訂正時の作業が簡便化されるが、出力環境でも同じXTensionが必要。
HX 文字回転縦組みドキュメント内で半角英数文字文字を扱うときに、そこだけを横組みで流すことができるようになるツール。
MarkzTools破損したファイルの復元や、上位バージョンのファイルを下位バージョンで開くなどの操作が可能。
PressWorks新聞特有の組版を行うためのツール。
Rubi Managerテキストデータに自動的にルビを付与するツール。
Tableworks Plus表組ができるようになる。（罫線の組み合わせで作表せずとも済む）
字取り行取り日本語組版で必須と言える、“何文字、何行で”という設定で、文字ボックスを外部制御で設定してくれるツール。
写研コンバータQuarkXPressのデータを写研の組版機のデータ形式に変換する。